# Масонские должности
В каждой масонской ложе избираются или назначаются офицеры ложи для исполнения необходимых обязанностей для поддержания жизни и работ ложи. Точный список должностей может варьироваться между разными великими ложами, хотя основные должности одинаковы и присутствуют, как правило, в большинстве лож.
Все ложи отдельно взятой страны, штата (в США) или региона объединяются под верховным руководством юрисдикции — великой ложи. Большинство офицеров ложи имеют свой «эквивалент» в виде офицеров великой ложи, их называют «великими офицерами», и там они с приставкой «великий» перед титулом. Например, если в каждой ложе есть офицер, исполняющий должность младшего смотрителя, то аналогом ему в великой ложе будет великий младший смотритель (иногда — «младший великий смотритель»).
Существует несколько универсальных правил, присущих всем великим ложам по всему миру (смотрите масонские ландмарки — принятые универсальные принципы масонства). Однако, структура последовательности должностей почти абсолютно универсальна. Так как определённая иерархия, или порядок следования офицерских должностей в «линейке» офицеров может различаться, то обычно происходит так: офицер ложи занимает свою должность один-два года, продвигаясь по «линейке офицерских должностей» (английский вариант, буквально — «продвигаясь по креслам (должностей)»), пока, наконец, не достигнет должности досточтимого мастера своей ложи. Кроме того, есть ряд должностей, традиционно не относимыми к «линейке» должностей, и которые могут некоторые братья или бывшие (досточтимые) мастера занимать многие годы.

## Должности, стандартные для всех лож

### Досточтимый мастер

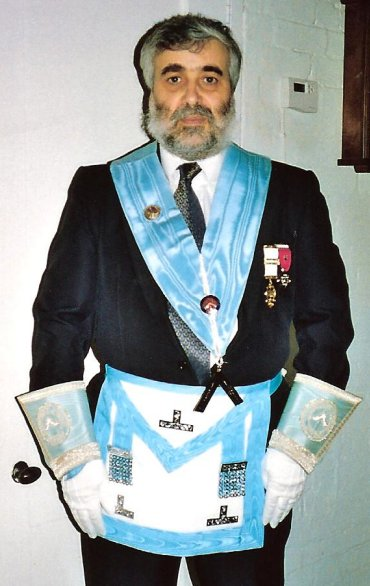
Досточтимый мастер

Главный офицер в ложе — досточтимый мастер (в Шотландии и в ложах шотландской системы — весьма досточтимый мастер). Место досточтимого мастера — восток ложи, он руководит всеми делами в ложе и облечен наибольшими полномочиями по сравнению со всеми членами ложи. Он руководит ритуалом в ложе.
Должность досточтимого мастера является избираемой, зачастую — тайным голосованием шарами или бюллетенями, которые после подсчёта сжигают прямо в ложе.
Почетный титул «досточтимый» (англ. Worship — букв. поклонение, боготворение, культ) не означает, что перед досточтимым мастером преклоняются, что его боготворят и ему благоговеют. Скорее, использование слова отсылает нас к его изначальному смыслу — «проявлять уважение», подобно обращению к судье «Ваша честь» (в английском языке бытовало обращение «worshipful sir» — милостивый государь. В некоторых графствах Англии к мэрам и судьям продолжают обращаться «милостивый» или «Ваша милость». В качестве почтительного титула французские масоны относительно досточтимых мастеров употребляют Vénérable.
Соответствующая должность на уровне великой ложи — великий мастер. Великий мастер председательствует на собраниях великой ложи, а также любой ложи, входящей в юрисдикцию его великой ложи. К нему обращаются весьма достопочтенный брат.

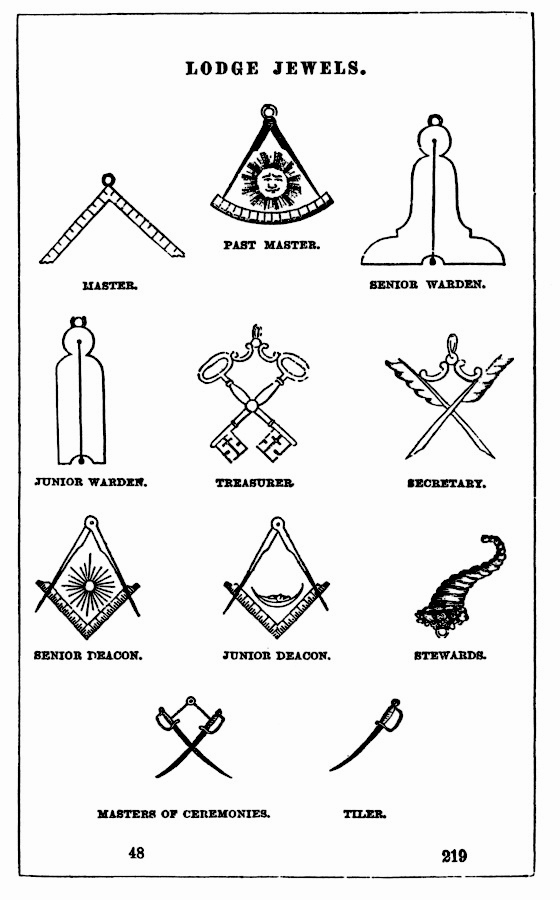
Подвески офицеров ложи

### Первый страж
Первый несёт ответственность за обучение подмастерьев, и даёт право говорить масонам пребывающим на колоне юга с разрешения досточтимого мастера. В некоторых ритуалах он может заменять досточтимого мастера в случае необходимости. Его символом является уровень.

### Второй страж
Второй страж несёт ответственность за подготовку учеников. Его символ отвес.

### Секретарь
В официальные обязанности секретаря входит рассылка повесток (официальное уведомление о готовящемся собрании, включающем дату, время и повестку собрания), составление протоколов собраний, составление статистических отчётов для великой ложи и информирование досточтимого мастера в рабочих вопросах. Во многих ложах внутренними регламентами обязанности секретаря дополнены, к примеру, наделением полномочиями в отдельных комитетах ложи.

### Оратор
В некоторых юрисдикциях существует устоявшаяся традиция масонских исследований и обучения, и оглашение результатов в виде документов (они называются «зодческими работами») членами лож входит в состав ритуальных работ или другого распорядка дня. В таких случаях представить документы или выступить ответственным за их представление другими может оратор. Он же может быть назначен с докладом об основных ключевых моментах в жизни ложи.
На уровне великой ложи сходные функции выполняет великий оратор.

### Казначей
В обязанности казначея входит вести все финансовые вопросы ложи, собирать годовые взносы членов его ложи, оплачивать счета и передавать годовые взносы в великую ложу.
Внесение годовых членских взносов — важный фактор живучести ложи, эффективный сбор годовых взносов жизненно необходим, ведь любая неуплата (преднамеренная или нет) может повлечь к утрате членом ложи права голоса, возможности посещения других лож и вообще быть не допущенным на собрания и исключённым из списков ложи.
Как правило, хотя и не обязательно, казначеями избирают наиболее опытных мастеров.

### Дародатель
Дародатель (иногда называемый братом-попечителем) следит за благополучием членов ложи и их семей. Он поддерживает контакт с братьями в случае их нездоровья, а также деликатно поддерживает отношения с вдовами усопших братьев, дабы ложа всегда была готова помочь им в любой возникшей нужде.
При необходимости дародатель должен быть хорошо осведомлён о координатах местных и национальных масонских благотворительных органов, чтобы помочь нуждающимся в их помощи.
В некоторых юрисдикциях обязанности дародателя возложены на отдельный комитет (может носить различные названия).

### Эксперт
Эксперт в ДПШУ несет ответственность за обеспечение надлежащего проведения ритуала и оформления масонского храма, которое заключается в расположении различных символов, правильном разворачивании табеля. Его символ — глаз и скрещенные мечи.

### Обрядоначальник
Обрядоначальник участвует в ритуале в качестве конферансье или проводящего все действия в масонской ложе. Он несёт ответственность в ложе, как должностное лицо, за начало работ в ложе и за их окончание. Он встречает и проверяет масонов, членов и гостей ложи и приводит их до места в ложе, которое положено им сообразно их степени или должности в великой ложе. Обрядоначальник отвечает за все перемещения по ложе до формального окончания проведения ритуалов. Все свои действия он осуществляет по приказанию досточтимого мастера ложи. Помимо этого, обрядоначальник имеет право на передвижение без специального разрешения в ложе, когда сопровождает братьев к выходу, которые по той или иной причине должны ритуально покинуть свои места.

### Привратник
Привратника иногда называют «внешним стражем» ложи. Его обязанность — охранять дверь ложи (с внешней её стороны), с обнажённым мечом, и следить, чтобы на собрание ложи могли пройти только те, кто имеет на это право. В некоторых юрисдикциях он также приуготавливает кандидатов перед посвящением в масоны. Привратник традиционно отвечает за подготовку помещения ложи к грядущему собранию, а также за хранение и содержание в порядке убранства ложи после собрания.
В некоторых юрисдикциях должность привратника занимает бывший (только что сменившийся) досточтимый мастер этой ложи, в других может быть нанят брат из другой ложи.

## Офицерские должности, которые есть в некоторых ложах
Есть некоторые офицерские должности, встречающиеся в одних ложах, в других же — отсутствующие. В зависимости от юрисдикции, некоторые из них входят в число основных офицеров ложи, а некоторые не являются. Вот самые распространённые из них:

### Внутренний часовой, или внутренний страж
Должность внутреннего стража (или внутреннего часового) характерна для британских лож, и, наоборот, редкость для лож американских. На эту должность обычно назначается один из младших (недавно посвящённых) братьев, потому что функционал должности крайне мал, зато позволяет наблюдать ритуал и учиться.
Задача охраны двери разделяется с привратником. Внутренний страж находится с внутренней стороны двери, и в некоторых ложах вооружён клинком или коротким кинжалом. В ложах, в которых внутренний страж не назначается, его обязанности исполняет младший дьякон.

### Капеллан
В некоторых ложах есть капеллан. Основная обязанность капеллана состоит в зачтении молитвы при открытии и закрытии работ, а также молитва во время братской агапы. Во многих ложах эту должность занимают священнослужители (рукоположённый священник, патер, раввин, имам и т. п.), являющийся братом этой ложи. Последнее требование необязательно, так как произносимые молитвы, по сути — не церковные. В некоторых ложах должность капеллана традиционно занимает один из бывших досточтимых мастеров.

### Ритуалист
Титул ритуалист используется в Объединённой великой ложе Англии и входящих в неё ложах, как и в нескольких других великих ложах. Однако в других великих ложах он может называться лектор («наставляющий мастер» — офицер, зачитывающий «наставления» (lectures) градуса в ритуале инициации).
Безотносительно титула этот офицер отвечает за правильное (ровное) проведение ритуала, и может проводить его тренировки. Может подсказывать офицерам их действия во время ритуала. В некоторых ложах руководит ритуалом инсталляции нового досточтимого мастера. Также отвечает за подготовку процессии и представления братьям гостей ложи, кроме тех лож в которых для этого назначается маршал.

### Маршал
В противоположность другим ложам, должность маршала распространена только в Америке. В тех ложах, где эта должность введена, титул — просто альтернатива церемониймейстеру.
Однако, есть ложи, в которых эта должность отличается от остальных, и в таком случае обязанности должности связаны с подготовкой процессии, и обеспечения правильной последовательности офицеров в шествии и этикета на официальных мероприятиях, включая и представление гостей ложи братьям. Это отличается от должности церемониймейстера, руководящего в ложе ритуалом инициации в градусах.

### Стюарды
Стюарды исполняют множество мелких ассистирующих обязанностей. Даже в пределах одной юрисдикции существуют значительные различия в выполняемых стюардами обязанностях. Вот некоторые из них:
- Стюарды могут выступать как дублёры дьяконов и исполнять их обязанности при их отсутствии.
- Во время ритуала посвящения один или несколько стюардов могут быть задействованы для помощи в сопровождении дьяконами кандидата во время странствий вокруг ложи.
- По традициям многих юрисдикций, стюарды прислуживают братьям во время проводящейся после застольной ложи, подливая вино в бокалы. Часто такие обязанности расширяются до планирования и приуготовления застольной ложи и общим контролем во время неё.

Некоторые юрисдикции установили, что должно быть в каждой ложе до двух стюардов. Тогда их называют старшим и младшим стюардами. Другие юрисдикции не ограничивают ложи количеством стюардов, которых могут назначать, и в этом отношении должность стюарда уникальна (в сравнении с другими офицерскими должностями). Досточтимый мастер может назначить любое число стюардов, исходя из численности и потребностей ложи. Эти дополнительные стюарды носят звания помощников стюарда.
Несмотря на то, что новые члены ложи обычно справляются с обязанностями стюардов, в некоторых ложах есть традиция назначать бывшего досточтимого мастера руководителем стюардов.

### Органист/Концертмейстер
Органист, или концертмейстер, обеспечивает музыкальное сопровождение церемоний ложи, хотя формально это не определено. Многие ложи оборудованы классическим духовым или же электронным органом, а в других есть возможность иметь различные музыкальные инструменты. В других ложах концертмейстеры применяют аудиосистемы с записями музыки, как, к примеру, в венской Великой ложе Австрии.

### Подготовитель
В ритуале Шрёдера и Циннендорфа есть должность подготовителя. В его обязанности входит встреча кандидатов перед посвящением, подготовка их к ритуалу посвящения и ввод в помещении ложи во время начала ритуала посвящения.

## Дополнительные офицерские должности
Есть определённые должности, существующие в отдельных ложах или в ложах отдельных юрисдикций. Следующий список постарается отразить, насколько возможно полно, перечень этих должностей, либо достаточно распространённых чтобы их в нём разместить, либо сделанных значимыми в связи с тем, что их занимали знаменитые персоны.

### Историк
В большинстве лож имеются братья, из числа старых и опытных, проявляющие особый интерес к истории своей ложи. В ряде юрисдикций такой интерес со временем перерастает в назначение вышеупомянутого брата на должность историка ложи. Должность обязывает его к хранению документов и экспонатов ложи, публикации и обновлению исторической информации.

### Стюард-благотворитель
Всем ложам положено поддерживать соответствующий уровень благотворительности для благоприятного существования братьев. В некоторых юрисдикциях для этого существует должность стюарда-благотворителя. Он отвечает за побуждение членов ложи быть великодушными, за проведение обсуждений о потенциальных получателях благотворительных сборов ложи.

### Поэт-лауреат
Эта особая должность, как предполагается, была единственным случаем и только в единственной ложе — шотландской ложе «Кэнонгейт Килуиннинг» № 2. В 1787 году эта ложа назначила поэтом-лауреатом Роберта Бёрнса, введение в эту должность которого позже запечатлел на картине Стюарт Уотсон, оригинал которой находится в здании Великой ложи Шотландии в Эдинбурге. Картина содержит долю художественной неточности, связанную, возможно, с тем, что художник не встречался с самим поэтом, поскольку, хотя последний и был, конечно, членом ложи, не ясно, присутствовал ли художник на том собрании, когда Бёрнса вводили в должность поэта-лауреата. Много лет спустя, в 1905 году, эта же должность была присвоена Редьярду Киплингу, облечённому по этому случаю званием почётного члена ложи.
В великих ложах и прочих юрисдикциях эквивалент этой должности никогда не встречался.

## Отдельные офицерские должности, существующие только на уровне великой ложи
Должности великих офицеров в великой ложе по функционалу в основном соответствуют аналогичным должностям во входящих в подчинённых ложах. Однако существуют определённые должности великих офицеров, не имеющие аналога в обычных ложах. Они приведены ниже.

### Заместитель великого мастера
В некоторых юрисдикциях заместитель великого мастера выступает в качестве его помощника и уполномочен действовать от его имени в его отсутствие.
В Англии, юрисдикции ОВЛА, в случае избрания великим мастером члена монаршего семейства, избирается заместитель великого мастера для исполнения им обязанностей великого мастера, пока тот отсутствует по монаршим вопросам.

### Великий канцлер
Великий канцлер отвечает за внешние сношения и формальное взаимодействие с великими ложами других юрисдикций. В 2007 году ОВЛА впервые изменила состав своих великих офицеров чтобы ввести новую должность — великого канцлера. Эта должность присутствует лишь в нескольких юрисдикциях: в большинстве его обязанности возложены на великого секретаря.
«Английская ложа» № 4 Монаршего дома Сомерсетов и Инвернессов — редкий пример назначения канцлера одним из офицеров обычной ложи. В 19 веке, когда появилась эта должность, она, судя по всему, создавалась как альтернатива офицерской должности капеллана. Однако, возродившись в 20 веке, функционал её был сведён скорее к внешним сношениям. К концу 20 века, похоже, должность превратилась в поощрительную для братьев с наибольшим масонским стажем.

### Великий архивист
В некоторых юрисдикциях великий архивист назначается главным специалистом по правовым вопросам великой ложи. На должность обычно назначается опытный адвокат или судья. Также в обязанности великого архивиста входит сбор и хранение всех документов великой ложи. В других юрисдикциях офицерам, наделяемым подобными обязанностями, должность с таким официальным названием не отводится.

### Великий казначей
В обязанности великого казначея входит вести все финансовые вопросы великой ложи, собирать годовые взносы лож, вести необходимые расходы, планировать бюджет великой ложи, представлять годовой финансовый отчёт на ассамблее великой ложи. Как правило, великим казначеем избирают наиболее опытного мастера-масона, который был казначеем своей ложи и имеет финансовое образование.

### Великий обрядоначальник
Когда есть эта должность, великий управляющий работами — это великий офицер, отвечающий за здание великой ложи, и по существу этой должностью награждают опытного архитектора или строителя. Ответственность за отдельные здания ложи обычно возлагается на отдельный комитет.

### Великий меченосец
Перед прохождением великого мастера на большинстве процессий проносят ритуальный меч. Несёт его в таких случаях великий меченосец.

### Великий штандартоносец, или великий знаменосец
У многих великих мастеров, или в великих ложах имеется свой официальный штандарт, который несут позади великого мастера во время официальных процессий. В таких случаях назначают великого штандартоносца или великого знаменосца.

### Великий глашатай
Именно в обязанности великого глашатая входит возвещать имена и звания всех прибывших на собрание великой ложи гостей (посетителей); нести ответственность за подвески и регалии офицеров великой ложи; посещать все собрания великой ложи и выполнять другие обязанности, которые только могут понадобиться великому мастеру или председательствующему офицеру.

## Провинциальный великий мастер
Провинциальный великий мастер (ПВМ) — высшая масонская офицерская должность в провинциальной великой ложе.